# Dölsach
Dölsach – gmina w Austrii, w kraju związkowym Tyrol, w powiecie Lienz. Według Austriackiego Urzędu Statystycznego liczyła 2235 mieszkańców (1 stycznia 2015).

## Współpraca
Miejscowość partnerska:
- Stetten – dzielnica Hechingen, Niemcy